# 日本のこころ (曲)
「日本のこころ」（にほんのこころ）は、1973年9月25日に ビクターより発売された橋幸夫の121枚目のシングル（SVC-2373）である。

## 概要
- 1973年（昭和48年）は、神宮（伊勢神宮）の第60回式年遷宮の年で、10月2日に内宮式年遷宮、10月5日に外宮式年遷宮が執り行われている[1]。
- この当時ビクターは、遷宮に合わせて20年ごとに納める歌の権利を取得していて[2]、ビクターを代表する作詞家佐伯孝夫、作曲家吉田正によって、楽曲が制作され、橋の歌唱で発売された。
- レコードのジャケットには「第60回伊勢神宮式年遷宮奉賛歌」と記入されている。
- 橋は「歌いながら感じたのは、日本語の美しさ、その麗しい響きである。日本は言霊の国だと言われるが、まさにそのことを実感」した、と回顧している[3]。また「美しい言霊は、それを発する霊（たましい）が美しくなければならない。心の平和はすべて美しい言霊が源であり、美しい言霊は心が平和でなければ発することができない....云々」とも述べている[3]。
- c/wは「お伊勢ばやし」でこれも、佐伯作詞、吉田作曲で、同じく式年遷宮奉賛歌となっている。
- 本楽曲ならびに「お伊勢ばやし」には、民謡振付師島田豊年の振付が写真解説付きで付属している。

## 収録曲
1. 日本のこころ
作詞： 佐伯孝夫、作・編曲：吉田正
2. お伊勢ばやし
作詞： 佐伯孝夫、作・編曲：吉田正

## 収録アルバム
- 『橋幸夫が選んだ橋幸夫ベスト40曲』（2000年10月4日）VICL-60641〜2　Disc2
- 他に『橋幸夫ベスト100+カラオケ15』（2015年10月28日、CD-BOX 5+1枚組）Disc2に収録されている。